# Smeetsland
Smeetsland is een onderdeel van de Rotterdamse wijk Lombardijen in het stadsdeel IJsselmonde. Het is gelegen in het noordelijke deel van Lombardijen en wordt begrensd door de Smeetslandsedijk in het noorden, de Molenvliet in het oosten, de Ogierssingel in het zuidwesten en de Antony Tijkenstraat in het zuiden.
Smeetsland was opgezet als nooddorp in de Tweede Wereldoorlog. In januari 2006 gaf Com.wonen (de verhuurder) aan de woningen uiterlijk 2010 gesloopt te willen hebben omdat de woningen niet meer aan de eisen van de tijd voldeden. Een aantal bewoners, verenigd in de actiegroep Smeetsland was het hiermee niet eens en dacht dat Com.wonen bewust op sloop aanstuurde door leegkomende woningen bewust onbewoonbaar te maken. Com.wonen zou de woningen willen vervangen door dure woningen. In januari 2006 stonden er acht woningen leeg omdat Com.wonen vond dat ze te slecht waren om nog te verhuren.
In Smeetsland bevindt zich geen echt winkelcentrum. Wel is er een viszaakje. Bovendien bevindt zich in Smeetsland de Speeltuin Smeetsland en het buurthuis Ricardo.
Smeetsland is nu een vlakte, waar de natuur vrijspel heeft. Op een maaibeurt na is er vrijwel niets meer gebeurd. Op twee plaatsen blijft water staan op het terrein en hier verblijven veel soorten vogels. O.a zijn eenden, reigers, meeuwen, kieviten gesignaleerd. Inmiddels is het stukje grond al zo interessant geworden, dat regelmatig vogelaars gezien worden.
Beverwaard

Groot-IJsselmonde:
De Veranda ·
Groenenhagen-Tuinenhoven ·
Hordijkerveld ·
Kreekhuizen ·
Reyeroord ·
Sportdorp ·
Zomerland

Lombardijen:
Homerusbuurt ·
Karl Marxbuurt ·
Molièrebuurt ·
Smeetsland ·
Zenobuurt

Oud-IJsselmonde
Rotterdam Centrum ·
Rotterdam-Noord ·
Rotterdam-Oost ·
Rotterdam-West ·
Rotterdam-Zuid ·
110-Morgen ·
Afrikaanderwijk ·
Agniesebuurt ·
Bergpolder ·
Beverwaard ·
Blijdorp ·
Blijdorpse polder ·
Bloemhof ·
Boomgaardshoek ·
Bospolder-Tussendijken ·
CS-kwartier ·
Carnisserbuurt ·
Cool ·
Crooswijk ·
De Esch ·
De Veranda ·
Delfshaven ·
Delfshaven-Schiemond ·
Dijkzigt ·
Feijenoord ·
Gadering ·
Groenenhagen-Tuinenhoven ·
Groot-IJsselmonde ·
Heijplaat ·
Het Lage Land ·
Hillegersberg ·
Hillesluis ·
Homerusbuurt ·
Hordijkerveld ·
Kandelaar ·
Karl Marxbuurt ·
Katendrecht ·
Kiefhoek ·
Kleinpolder ·
Kleiwegkwartier ·
Kop van Zuid ·
Kralingen ·
Kralingse Veer ·
Kreekhuizen ·
Landzicht ·
Liskwartier ·
Lloydkwartier ·
Lombardijen ·
Meeuwenplaat ·
Middelland ·
Middengebied ·
Millinxbuurt ·
Molenlaankwartier ·
Molièrebuurt ·
Nesselande ·
Nieuw Engeland ·
Nieuw-Mathenesse ·
Nieuwe Westen ·
Nooddorp ·
Noordereiland ·
Ommoord ·
Oosterflank ·
Oud-Charlois ·
Oud-IJsselmonde ·
Oud-Mathenesse ·
Oude Noorden ·
Oude Westen ·
Oudeland ·
Overschie ·
Pendrecht ·
Prinsenland ·
Provenierswijk ·
Reyeroord ·
Rubroek ·
Sagenbuurt ·
Scheepvaartkwartier ·
Schiebroek ·
Schiemond ·
's-Gravenland ·
Smeetsland ·
Spaanse Polder ·
Spangen ·
Sportdorp ·
Stadsdriehoek ·
Struisenburg ·
Tarwewijk ·
Terbregge ·
Tussenwater ·
Varenbuurt ·
Vondelingenplaat ·
Vreewijk ·
Waalhaven ·
Westpunt ·
Wielewaal ·
Witte Dorp ·
Zalmplaat ·
Zenobuurt ·
Zestienhoven ·
Zevenkamp ·
Zomerland ·
Zuidwijk